# Fischbachau
Fischbachau est une commune allemande située dans l'Arrondissement de Miesbach en Bavière.
Fischbachau est située dans la vallée de la Leitzach, au pied de la montagne Breitenstein. Le village est situé à 15 km de Rosenheim et à une cinquantaine de km de Munich, capitale de la Bavière.

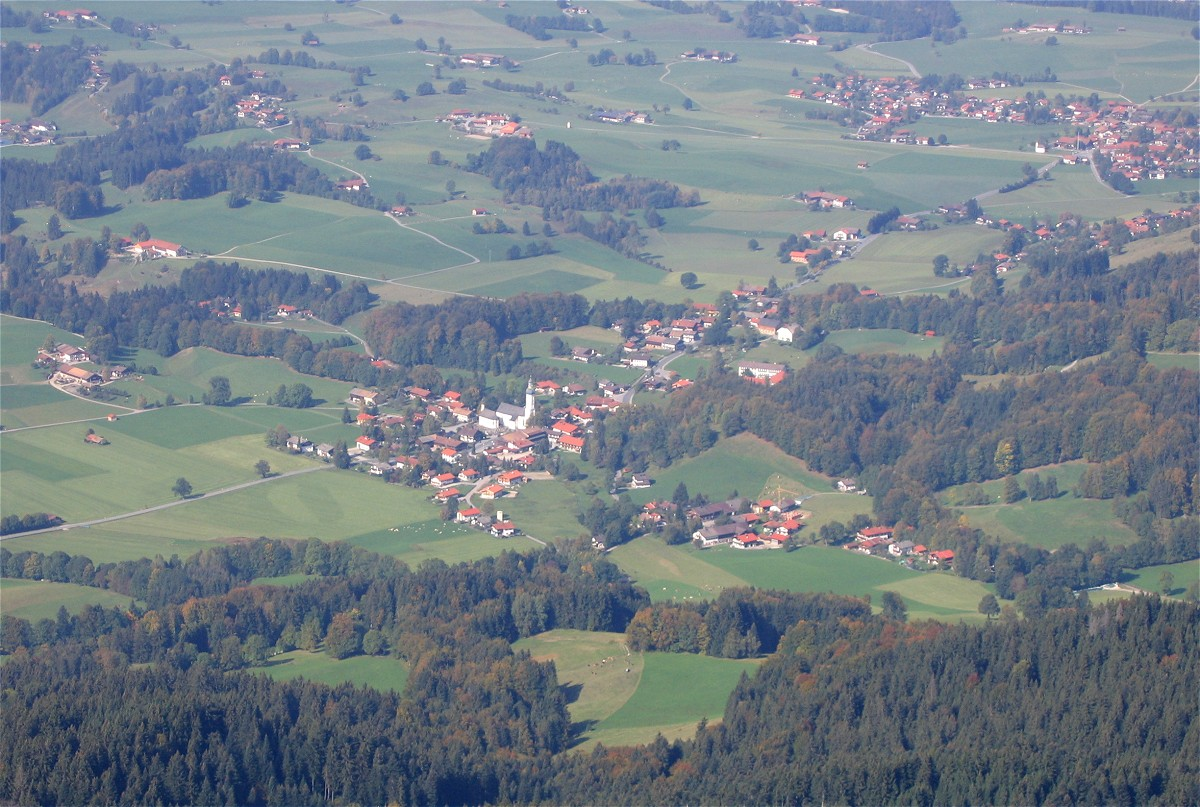
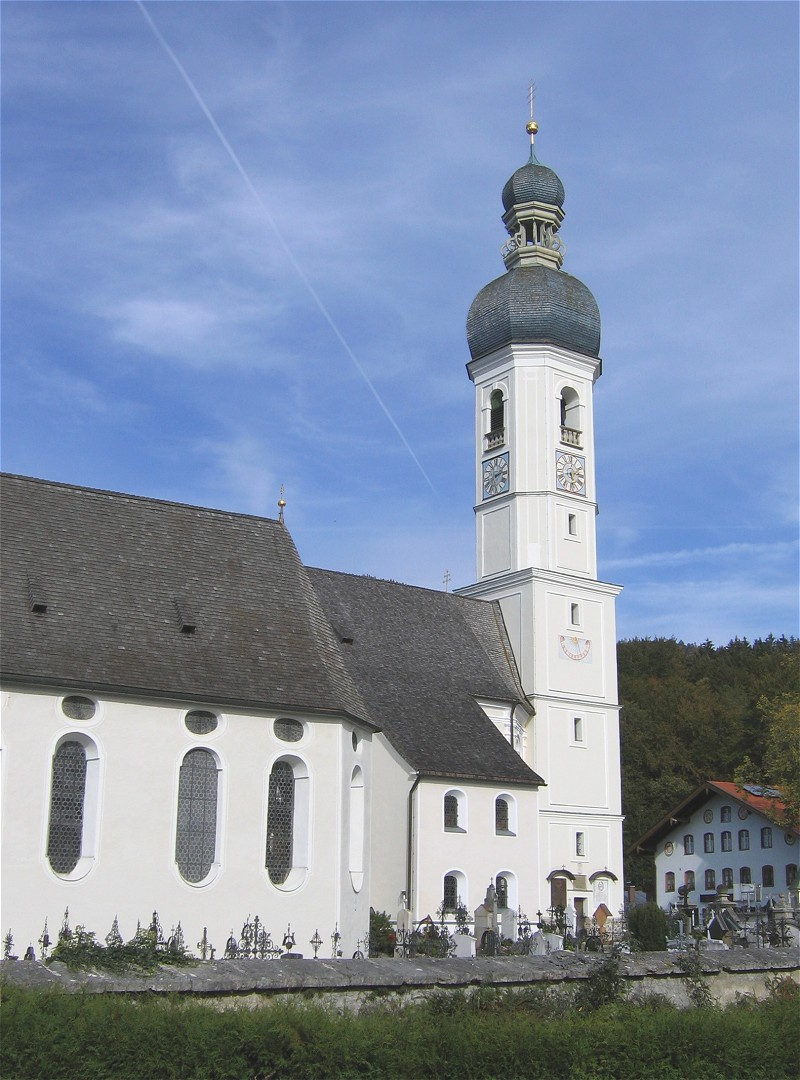
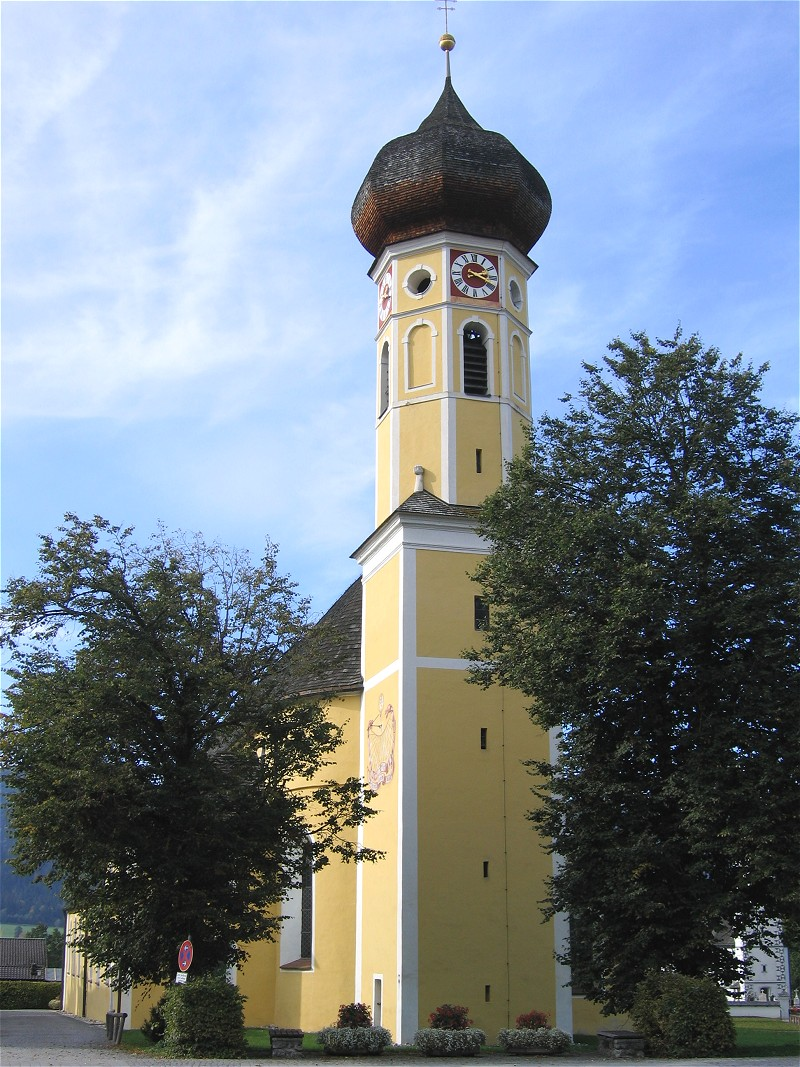

Situation de Fischbachau dans l'arrondissement de Miesbach

## Démographie
| 1840  | 1871  | 1900  | 1925  | 1939  | 1950  | 1961  | 1970  | 1987  |
| ----- | ----- | ----- | ----- | ----- | ----- | ----- | ----- | ----- |
| 1 971 | 1 984 | 2 344 | 3 062 | 3 211 | 4 949 | 4 493 | 4 600 | 4 823 |

| 2000  | 2005  | 2009  | - | - | - | - | - | - |
| ----- | ----- | ----- | - | - | - | - | - | - |
| 5 487 | 5 552 | 5 440 | - | - | - | - | - | - |

## Personnalités liées à la ville
- Karl Peter (1870-1955), médecin, mort à Fischbachau
- Hermann Kauffmann fils (1873-1953), peintre, mort à Fischbachau
- Hanns Klemm (1885-1961), ingénieur aéronautique, mort à Fischbachau
- Walter Abendroth (1896-1973), compositeur, mort à Fischbachau
- Paul Schneider-Esleben (1915-2005), architecte, mort à Fischbachau
- Marlene Schmotz (1994-), skieuse, née à Fischbachau